# Tapiete
Tapiete (även yanaygua) är ett ursprungsfolk som är bosatta i Gran Chaco i Argentina, Bolivia och Paraguay. Antalet individer brukar uppges till ungefär 3000 där den största delen finns i Paraguay. De är en av de minst kända och studerade grupperna i området. Tidiga etnografer som Erland Nordenskiöld, Max Schmidt och Alfred Métraux har genom sina resor och sina etnografiska arbeten bidragit med viktiga uppgifter om tapietes historia och kultur. Under senare år har nya studier genomförts vilka har bidragit till ytterligare kunskap.

## Försörjning
Tapiete levde traditionellt som jägare och samlare men praktiserade även jordbruk.

## Historia
Tapietespråket, eller dialekt, tillhör östra guaranispråket som är ett guaranispråk som ingår i språkfamiljen tupi-guarani.
Tapietes ursprung är omdebatterat. En hypotes är att tapiete tidigare var en del av guarani. De separerade från denna grupp men behöll språket samtidigt som de förvärvade nya seder och traditioner från sina grannar, särskilt från tobas. Den andra hypotesen utgår från att tapiete är en stam från Chacoregionen som så småningom blev en del av ava guarani (allmänt känd under termen 'chiriguanos') och att även tapietespråket är ett resultatet av detta. Den här senaste hypotesen har avvisats av tapiete själva. Erland Nordenskiöld anger att de "vilda" tapiete kallades yanaygua.
Under Chacokriget mellan Bolivia och Argentina (1932-1935) greps många tapiete och fördes till Paraguay. Många av dem stannade kvar efter kriget medan andra migrerade till Argentina. Vid samma tid migrerade många bolivianska tapiete till norra Argentina och bosatte sig i utkanten av staden Tartagal för att arbeta på sockerrörsplantager och skogsbruk. De praktiserade då fortfarande en del jakt för att komplettera sin försörjning, men på grund av brist på egen mark fanns inget utrymme för jordbruk. Många tapiete arbetade i staden Tartagal eller tog jordbruksarbete på större jordbruk i deras närhet.

## Tapiete idag
I Argentina lever ca 750 tapiete i stadsdelen Mision Los Tapietes i Tartagal. Barnen utgör en minoritet i områdets skola. Deras kultur och språk är utsatta för stora förändringar. Under senare år har det dock skett ett livaktigt utbyte med andra tapiete i Bolivia och Paraguay vilket ökat intresset för deras egen kultur och det egna språket.
I Paraguay praktiserar tapiete jordbruk och lever i nära kontakt med andra grupper och kreoler. Här har det sagts finnas ca 2000 tapiete. Bolivianska samhällen är beroende av jordbruk, jakt, fiske, insamling och temporära jobb. Språk upprätthålls i båda fallen. Vid en folkräkning 2004 registrerades 172 tapietes i samhällena i Samawate och Crevaux i kommunen Villa Montes. I en artikel från 2012 sägs de vara 190.